# Ficus tannoensis
Ficus tannoensis là một loài thực vật có hoa trong họ Moraceae. Loài này được Hayata mô tả khoa học đầu tiên năm 1918.